# 2-ニトロアニリン
2-ニトロアニリン（英: 2-Nitroaniline）は芳香族アミンの一種。オルトニトロアニリンとも呼ばれ、ベンゼン環にニトロ基とアミノ基が隣り合った位置に結合する。標準状態では橙色の固体である。  

## 反応
染料、医薬品、農薬の原料となる。工業的には2-クロロニトロベンゼンと濃アンモニア水との反応、もしくはスルファニル酸をニトロ化したのち加水分解して製造する。アニリンを五酸化二窒素でニトロ化すると酸触媒の作用でニトラミン転移が生じ、ニトロ基が位置特性的にオルト位に転移する。